# Affymetrix
Affymetrix è un marchio di prodotti  di DNA microarray venduti dalla Thermo Fisher Scientific; essa ha avuto origine da un'omonima società americana di ricerca, sviluppo e produzione di biotecnologie. Affymetrix, Inc., ha sede a Santa Clara, in California, ed è stata fondata da Stephen Fodor e dal suo gruppo di ricerca, sulla base del loro precedente sviluppo di metodi per fabbricare microarray di DNA utilizzando tecniche di produzione di semiconduttori.
Nel 1994, è stato introdotto il primo prodotto dell'azienda con il marchio "GeneChip" Affymetrix, un chip di genotipizzazione dell'HIV, quindi la società, nel 1996, è stata quotata in borsa.
Dopo l'incorporazione, Affymetrix è cresciuta in parte acquisendo tecnologie da altre società, tra cui Genetic MicroSystems (microarray e scanner basati su diapositive) e Neomorphic (per bioinformatica) nel 2000, ParAllele Bioscience (genotipizzazione SNP personalizzata) (reagenti biochimici) nel 2008, Panomics, nel 2008 e eBioscience (citometria a flusso) nel 2012. Affymetrix ha scorporato Perlegen Sciences, come attività incentrata sulla genomica su scala di wafer per caratterizzare la varianza della popolazione dei marcatori genomici.
L'8 gennaio 2016, Thermo Fisher Scientific ha annunciato l'acquisizione di Affymetrix per circa $ 1,3 miliardi, acquisizione che si è conclusa il 31 marzo 2016.
I concorrenti di Affymetix nel settore DNA Microarray includono Illumina, GE Healthcare, Applied Biosystems, Beckman Coulter, Eppendorf Biochip Systems e Agilent.

## Approvazione del test FDA
La Food and Drug Administration nel gennaio 2014 ha autorizzato un primo esame del sangue post-natale dell'intero genoma che può aiutare i medici a identificare la causa genetica sottostante di ritardo dello sviluppo, disabilità intellettiva, anomalie congenite o caratteristiche dismorfiche nei bambini, dove è stato notato che circa il 2-3% dei bambini statunitensi ha una sorta di disabilità intellettiva, secondo il National Institutes of Health. Il test, noto come CytoScan Dx Assay, è stato progettato per diagnosticare in anticipo queste disabilità e per accelerare l'assistenza e un supporto appropriatp.